# واد اشم (واد اشم)
واد اشم هو دُوَّار يقع بجماعة آيت الفرسي، إقليم تنغير، جهة درعة تافيلالت في المملكة المغربية. ينتمي الدوّار لمشيخة واد إشم التي تضم 8 دواوير. يقدر عدد سكانه بـ 136 نسمة حسب الإحصاء الرسمي للسكان والسكنى لسنة 2004.

## روابط خارجية
- البوابة الوطنية للجماعات الترابية
- المندوبية السامية للتخطيط